# Coleophora sublineariella
Coleophora sublineariella é uma espécie de mariposa do gênero Coleophora pertencente à família Coleophoridae.